# Desa Temon (administrativ by i Indonesien, Jawa Tengah, lat -7,97, long 110,96)
Desa Temon är en administrativ by i Indonesien.   Den ligger i provinsen Jawa Tengah, i den västra delen av landet, 500 km öster om huvudstaden Jakarta.